# Susan B. Anthony List
Pour la militante des droits civiques, voir Susan B. Anthony.
La Susan B. Anthony List (aussi connue sous le nom de SBA List) est une organisation américaine à but non lucratif et indépendante politiquement, de type 501(c)(4). Elle a pour but de soutenir les personnalités politiques pro-vie, et avant tout les femmes politiques, à travers son comité d'action politique apparenté, le SBA List Candidate Fund, avec « l'ultime objectif de mettre fin à l'avortement » aux États-Unis. L'objet premier de l'association est de soutenir les femmes pro-vie candidates à des élections. Elle soutient également les hommes pro-vie qui ont pour adversaires des femmes pro-choix.
La SBA List rassemble plus de 280 000 membres, et revendique l'envoi par ses militants de plus d'1,5 million de courriers au Congrès des États-Unis en 2009. Les dons à l'organisation ont augmenté de 50 % entre 2007 et 2009. 
Elle tient son nom de la féministe américaine Susan B. Anthony. Le choix de ce nom fait l'objet d'une controverse : l'universitaire Ann D. Gordon et la journaliste Lynn Sherr, ainsi que les militants pro-choix, soutiennent que Susan B. Anthony ne s'est jamais prononcée au sujet de l'avortement, ce que réfutent les responsables de la SBA List.
La SBA List fait partie du Conseil consultatif du Project 2025, un ensemble de propositions politiques conservatrices de droite proposé par la Heritage Foundation visant à transformer le gouvernement fédéral des États-Unis et à consolider le pouvoir exécutif si le candidat du Parti républicain remportait l'élection présidentielle de 2024.